# Feliks Drzewiński
Feliks Drzewiński (ur. 1788 w Drewinie, zm. 1850 w Moskwie) – profesor fizyki w Uniwersytecie Wileńskim, a po zamknięciu uniwersytetu w Akademii Medyko-Chirurgicznej. Napisał: „Początki mineralogii podług Wernera dla słuchaczów akademickich”, (Wilno 1816), „Kurs roczny fizyki eksperymentalnej” (1823) i inne.
Pochodził z Wołynia był synem szlachcica Mateusza Drzewińskiego herbu Korczak. Studia w latach 1809-1813 odbywał na Uniwersytecie Wileńskim, gdzie otrzymał tytuł doktora filozofii 5 kwietnia 1813. Od 1 września 1813 wykładał mineralogię. W 1816 został adiunktem. W latach 1817–1819 przebywał w Paryżu. W 1819 objął katedrę fizyki w Uniwersytecie Wileńskim jako adiunkt. W 1824 został profesorem zwyczajnym. Członek korespondent Towarzystwa Królewskiego Przyjaciół Nauk w Warszawie w 1829 roku. Po przejściu na emeryturę w 1840 wyjechał do Moskwy gdzie zmarł 10 lat później.